# マラヤ危機

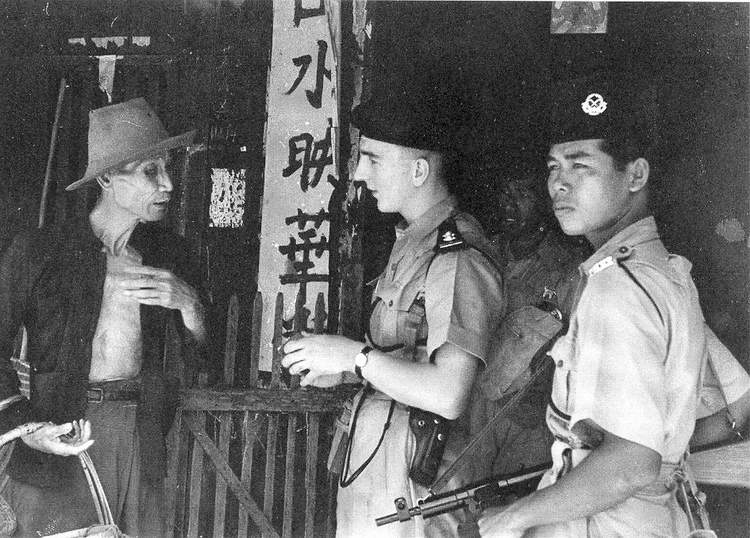
市民に尋問を行うマラヤ警察のメンバー

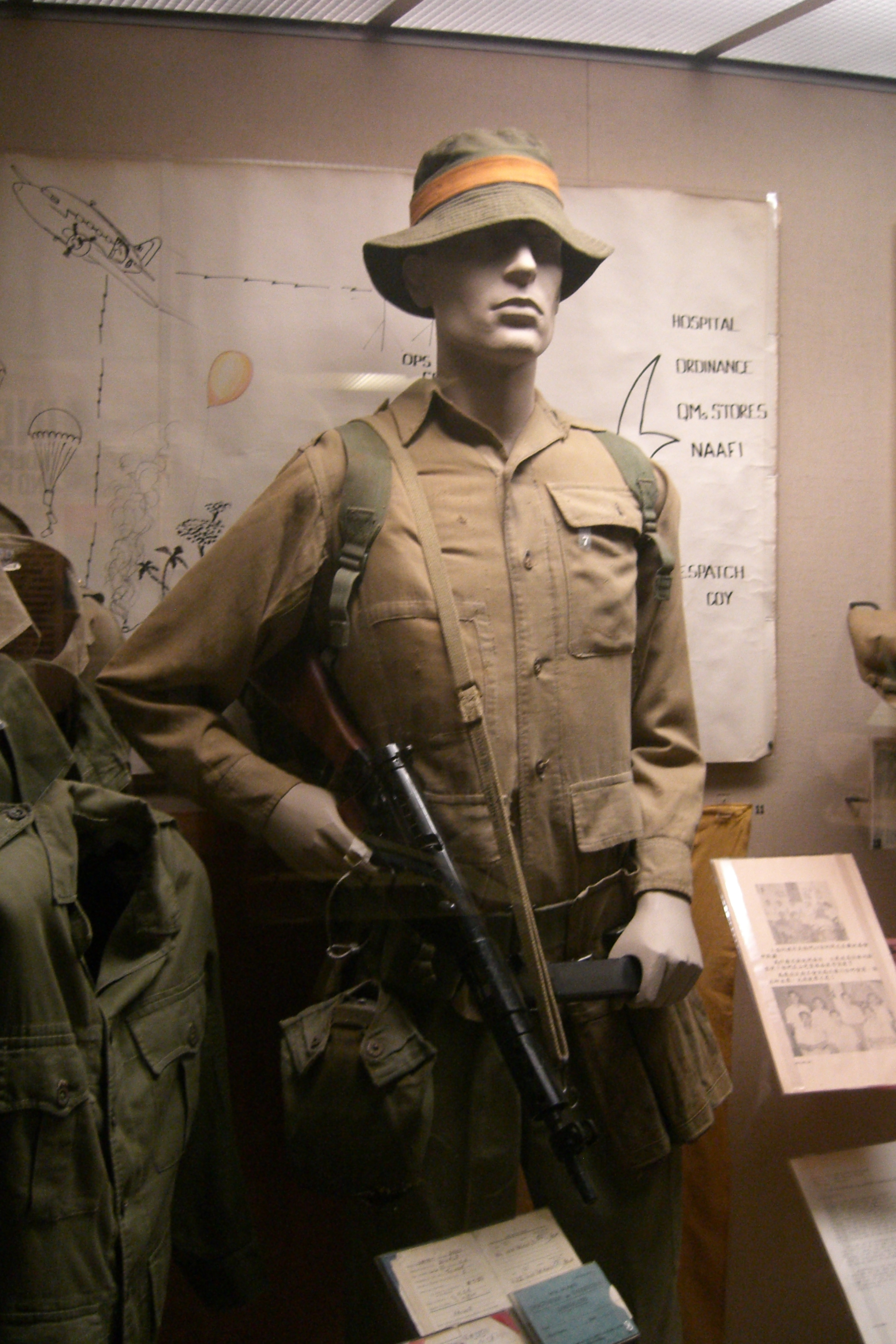
マラヤ危機中作戦に従事していたサマセット軽歩兵連隊の服装

マラヤ危機（マラヤきき、Malayan Emergency、マレー語：Darurat Malaya）とは、1948年から1960年までマラヤ連邦で行われた、マラヤ共産党（MCP）の軍事部門であるマレー民族解放軍（MNLA）とイギリス軍や英連邦軍とのゲリラ戦闘である。マラヤ共産党は戦争は大英帝国からのマラヤのための植民地独立と、社会主義経済を確立するために共産主義勢力のために戦っていた。植民地当局は「危機」と呼んでいたが、MNLAは「反英民族解放戦争」と呼んでいた。 ロンドンを拠点とする保険会社は「内戦」の場合には保険金を支払わないため、この紛争は保険目的のために英国によって「危機」と呼ばれた。

## 沿革

### 前史～抵抗運動の発生
アジア・太平洋戦争の終結後、旧指導者であった萊特総書記が旧日本軍の協力者であったことが発覚して逃亡、前ペラ州書記の陳平が総書記となった。マラヤに復帰した英国はMCPに武装解除を求めたが、1948年2月にインド共産党主催でカルカッタで開かれた「東南アジア青年会議」の後、同年3月にMCPは中央委員会を開催して「革命武闘路線」を採択しシンガポールと衝突、1948年6月17日に英植民地政府はマレー全土に緊急事態を宣言、共産ゲリラはジャングルに潜伏し、農村の華僑コミュニティの支援のもと反英闘争を継続した。

### ゲリラ掃討
当初、ゲリラ勢力は体制が整わない政府側を圧倒していた。しかし、1950年に英・ハロルド・ブリッグス将軍が、マレーの山地に住む住民を新しい村（en:New Village)に移住させる「ブリッグス・プラン」を実施、補給ルートを絶った。
また、危機の開始時、イギリスはマラヤに13個の歩兵大隊を有していた(7個グルカ兵大隊、3個イギリス人大隊、王立マラヤ連隊2個大隊、イギリスの王立砲兵隊)が、しかし、これらの部隊は反乱軍と戦うには小規模すぎたため、王立海兵隊や、イギリス領東アフリカやタンガニーカ(現タンザニア)などの植民地住民で構成された王立アフリカ・ライフル連隊などから兵士を呼び寄せた。また、1950年には特殊空挺部隊(SAS)を偵察、襲撃、抗反乱に特化した部隊として再編成した。
その他、英連邦からオーストラリア、ニュージーランド、南ローデシア(これらの国のSAS部隊も動員された)およびフィジーの軍隊が招集された。
1952年、赴任したジェラルド・テンプラー将軍が2年間の政策でマラヤの自治を進展させることでゲリラの支持基盤を衰退させ、MNLAはその規模を1/3にまで縮小させた(マラヤ共産党#マラヤ危機も参照)。また、ジャングルの奥深くに追いやられたMNLAがセノイ族から食料を強奪し、彼らを敵に回すなどMNLA側の迷走も始まった。

### 収束へ
1955年9月8日、マラヤ連邦政府は共産主義者への恩赦宣言を発表した。トゥンク・アブドゥル・ラーマンは首席大臣として恩赦の申し出を実現したが、MNLAとの交渉は行わないと約束した。恩赦の条件は以下の通り。
- 自ら投降した者は、今回の緊急事態に関連して共産主義者の指示の下で行ったいかなる犯罪についても、この日付以前のものであれこの宣言を知らずに[今後]行ったものであれ、訴追されない。
- 投降は今すぐ、誰に対してでも行なえる。一般市民に対してでもよい。
- 全体的な「停戦」はないが、治安部隊はこの申し出を受け入れたい人を助けるよう用意しており、そのために各地で個別の「停戦」を手配する。
- 政府は降伏者に対して調査を行う。マラヤ政府に忠誠を誓い、共産主義活動を放棄する意思があることを示した者は、社会での通常の地位を取り戻し、家族と再会できるように支援される[6]。

宣言に続いて、前例のない規模の集中的な宣伝キャンペーンが政府によって全国にて開始された。しかしこれによって共産主義者は当局に降伏した共産主義者は少なかった。陳平は、1955年にマレーの高官政治家とともに会談の準備に乗り出したが、トゥンクは5カ月後の1956年2月8日に恩赦を撤回し、紛争が再開した。
しかしその後もゲリラ勢力の衰退は止まらず、1960年7月31日、マラヤ政府は非常事態は終わったと宣言し、陳平はタイ南部から北京に向けて逃亡した。

## ベトナム戦争との違い
マラヤ危機の際の英軍の対応はベトナム戦争におけるアメリカ軍のそれと大まかな共通点(枯葉剤の使用、大規模な空爆、サーチ・アンド・デストロイ戦術)があるものの、その境遇や用兵思想にはいくつかの点で異なっていた。
- MNLA が反乱軍の数が8,000人を超えることはなかったのに対し、北ベトナム人民軍は 25万人以上の兵士に加え、約10万人の民族解放戦線（ベトコン）ゲリラを擁していた。
- ソビエト連邦、北朝鮮、キューバ、中華人民共和国は、最新の軍需品、後方支援、人員、訓練を大量に北ベトナムに提供したが、MNLAは他の共産主義国からの支援をほとんど受けていなかった。
- 北ベトナムは同盟国である中国と国境を共有しているため、継続的な支援と補給が可能であったのに対し、マラヤの陸上国境は非共産国であるタイとの間にしかなかった。
- 英国はマラヤ危機を通常の紛争としては捉えず、マラヤ警察特別支部を中心とした効果的な情報戦略と組織的な民心掌握活動を迅速に実施したが、いずれもゲリラ運動の主に政治的な目的に対して効果的であることが証明された。
- 反乱軍のほとんどは民族的に華僑であり、華僑コミュニティの一部から支持を得たが、より多くの先住民族であるマレー人は、その多くが反華僑感情に駆られて政府への忠誠心を持ち続け、治安部隊に大量に入隊した。
- 多くのマレー人は、第二次世界大戦で日本の占領に対してイギリス軍と肩を並べて戦った（皮肉なことに、陳平もその一人だった）。これは、インドシナ（ベトナム、ラオス、カンボジア）では、ヴィシーフランスの植民地時代の役人が、フランスに対するベトナムのナショナリズムを助長した占領日本軍に従属していたのとは対照的であった。このようにして、多くのマレー人と彼らと共に戦い、日本の占領者を打倒したイギリス軍との間には信頼の絆があったが、ベトナムの人々とフランスの植民地当局や後にアメリカ人との間には、そのような絆や感謝の気持ちは存在しなかった。
- 英軍は低強度紛争において、個々の兵士の技能や持久力が圧倒的な火力（大砲や航空支援など）よりもはるかに重要であることを認識していた。
- ベトナムでは、兵士や物資はラオスやカンボジアのような外部の国を通り、米軍が法的に入国を許されていない国を通過した（ホーチミン・ルート）。これにより、北ベトナム軍は米軍の地上攻撃からの安全な避難所を得ることができた。MNLAはタイとの国境だけを持っていたが、紛争の終わり近くにはそこに避難することを余儀なくされた。